# Ségos
Ségos är en kommun i departementet Gers i regionen Occitanien i sydvästra Frankrike. Kommunen ligger i kantonen Riscle som tillhör arrondissementet Mirande. År 2022 hade Ségos 248 invånare.

## Befolkningsutveckling
Antalet invånare i kommunen Ségos
Referens:INSEE